# Böbingen an der Rems
Böbingen an der Rems è un comune tedesco di 4 691 abitanti situato nel land del Baden-Württemberg.